# Гусевский сельсовет (Абзелиловский район)
Гу́севский сельсове́т — муниципальное образование в Абзелиловском районе Республики Башкортостан Российской Федерации. Согласно Закону о границах, статусе и административных центрах муниципальных образований в Республике Башкортостан имеет статус сельского поселения.

## Население
| 1968  | 2002  | 2009  | 2010  | 2012  | 2013  | 2014  |
| ----- | ----- | ----- | ----- | ----- | ----- | ----- |
| 1830  | ↗2155 | ↗2653 | ↘2567 | ↗2568 | ↘2564 | ↘2556 |
| 2015  | 2016  | 2017  |       |       |       |       |
| ↘2521 | ↘2474 | ↗2482 |       |       |       |       |

## Состав сельского поселения
| № | Населённый пункт | Тип населённого пункта       | Население |
| - | ---------------- | ---------------------------- | --------- |
| 1 | Гусево           | село, административный центр | ↘1102     |
| 2 | Тал-Кускарово    | деревня                      | ↘464      |
| 3 | Таксырово        | деревня                      | ↘398      |
| 4 | Юлдашево         | деревня                      | ↘340      |
| 5 | Идяш-Кускарово   | деревня                      | ↗203      |
| 6 | Борисово         | деревня                      | ↘60       |